# HMS Defence (1907)

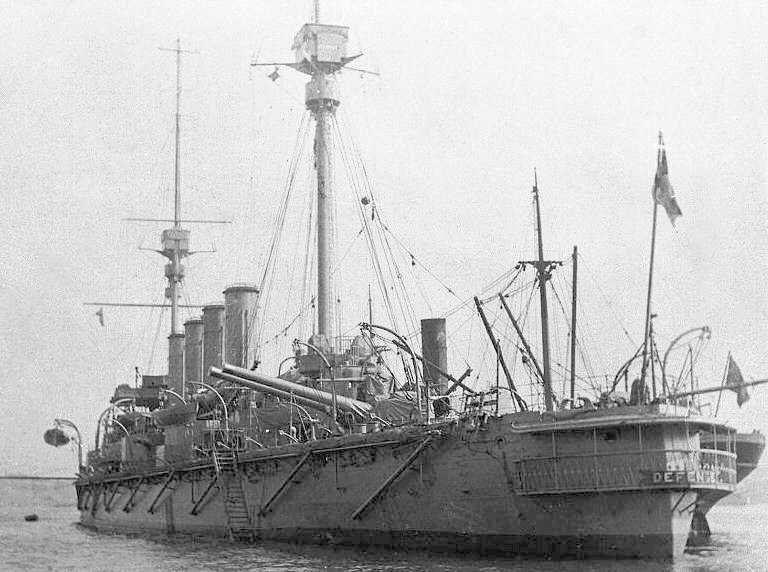
HMS Defence.

HMS Defence var en brittisk kryssare av Minotaur-klass som sjösattes 1907. Tidigt år 1914 var hon stationerad i Medelhavet där hon deltog i jakten på Goeben och Breslau. Därefter beordrades hon till Sydatlanten där hon skulle delta i jakten på amiral Graf von Spees eskader, men eskadern förstördes innan hon hann dit den 8 december.
Under slaget vid Jylland 31 maj 1916 var hon flaggskepp för första kryssareskadern under konteramiral Arbuthnot. Under ett försök att närma sig den skadade tyska kryssaren Wiesbaden kom hon under eld från den tyska slagkryssarstyrkan, exploderade, och gick under med samtliga 903 man.